# ホーリー・ウェディング
『ホーリー・ウェディング』（原題：Holy Matrimony）は、1994年制作のアメリカ合衆国のロマンティック・コメディ映画。レナード・ニモイ監督。

## あらすじ
遊園地で働くヤンキー娘ハバナは、同僚で恋人のピーターと共に遊園地の金庫から現金を盗む。翌朝、自分たちが既に指名手配されていることを知った2人はカナダへ逃亡する。2人が逃げ込んだのは、ピーターが生まれ育った宗教コロニーだった。
その後、2人は成り行きで結婚式を挙げるが、ある日突然ピーターが自動車事故で死んでしまった。そのコロニーでは聖書の教えによる決まりで、女は死んだ夫の兄弟と再婚しなければならないとされていた。そこでハバナは、ピーターの弟でまだ12歳のジークと再婚することに。
ハバナはピーターが近隣に隠した大金を探すが、ジークが一足先にそれを見つけてしまう。大金の出所を知ったコロニーの長老ヴィルヘルムは、ハバナとジークにその大金を遊園地へ返しに行くように命じるが、ハバナはその大金を一人占めしようとして逃亡する。一方、彼らの事件を追うFBI捜査官のマーコウスキーもまた、その大金を横取りしようと企んでいた。

## キャスト
- ハバナ：パトリシア・アークエット（吹替：松本梨香）
- エゼキエル“ジーク”：ジョセフ・ゴードン＝レヴィット（吹替：伊倉一恵）
- ヴィルヘルム：アーミン・ミューラー＝スタール（吹替：丸山詠二）
- ピーター：テイト・ドノヴァン（吹替：平田広明）
- マーコウスキー：ジョン・シャック（吹替：石田太郎）
- オルナ：ロイス・スミス
- グリーソン：リチャード・リール（吹替：笹岡繁蔵）
- クーパー：コートニー・B・ヴァンス
- リンク：ジェフリー・ノードリング
- アラン・ブルーメンフェルド